# Haus Overdyck

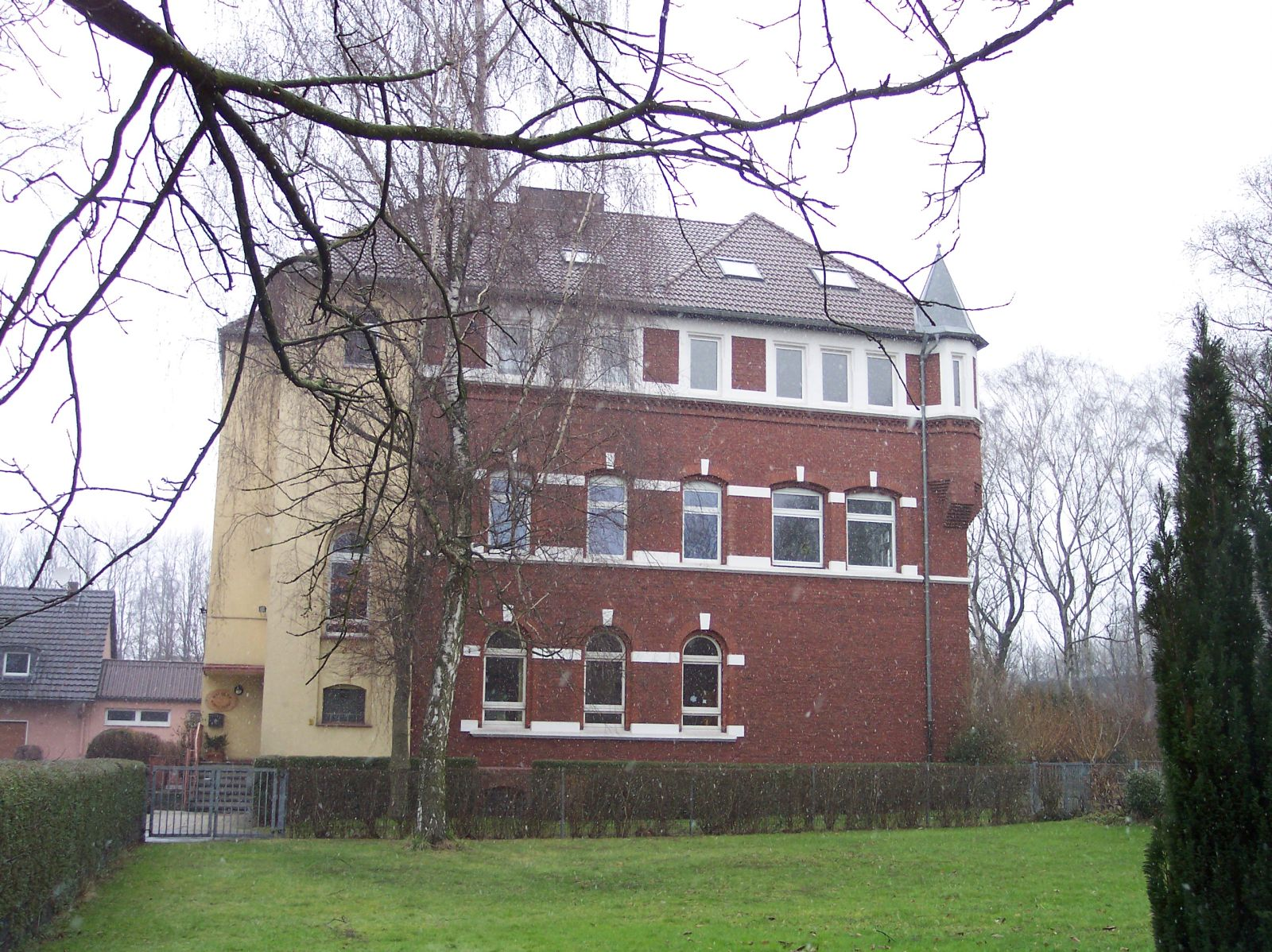
Ehemaliges Stammhaus des Ev. Kinder- und Jugendheims Overdyck. Das Gebäude wurde 1898 errichtet und 2015 abgerissen.

Das Haus Overdyck, auch Oberdick, Overdijk oder Overdick sowie Overdyk genannt, war ein alter Rittersitz im Bochumer Stadtteil Hamme. Es gehörte den Grafen von der Recke von Volmerstein.

## Lage
Das Herrenhaus lag ungefähr an der Kreuzung Overdyker Str./Am Hangenden, einige weitere Gebäude befanden sich unmittelbar westlich. Diese sollen beim Ausbau der Schnellstraße B 1, die später in diesem Bereich Schlaegeter-Ring hieß, abgerissen worden sein. Heute verläuft dort der Ruhrschnellweg. Warum das Herrenhaus abgerissen wurde, das einige Meter neben dem Bauprojekt lag, ist nicht erwähnt.

## Geschichte
Das Haus war ein Lehen der Grafen von Limburg-Stirum. Die Herren von Overdiek sind in den Jahren 1344 und 1366 auf diesem Adelssitz bezeugt. 1437 war der neue Lehnsnehmer die Familie von Steinhaus gen. Sienes. Als Heiratsgut gelangte der Sitz 1492 in die Hände der Familie von Loe. Ab 1784 befand sich das Haus im Besitz der von der Recke. 1796 errichteten diese eine Freischule für Kinder aller Konfessionen.
Der Gutsherr und Landrat Graf Adalbert von der Recke-Volmerstein errichtete zusammen mit seinem Bruder Gotthard 1819 ein Waisenheim für Straßenkinder auf dem Gut. Es wurde früher auch als Rettungsanstalt Overdyck bezeichnet. 2015 wurde das Gebäude abgerissen.
Graf Adalbert von der Recke-Volmerstein richtete darin 1839 die Gräfliche Overdycksche Brauerei ein. Später suchte der Graf nach einem bayerischen Braumeister. So fing Johann Joachim Schlegel aus Bergtheim in Franken im Jahre 1850 in Bochum mit der Herstellung eines untergärigen Bieres an. Schlegel gründete 1854 die Schlegel-Brauerei in Bochum.
Adalberts Bruder Gotthard von der Recke von Volmerstein war Landrat des Kreises Bochum und Herr auf Overdyk. Die Evangelische Stiftung Overdyck Kinder-, Jugend- und Familienhilfe betreibt heute mehr als zehn Standorte in Bochum und weitere Wohngruppen in Lünen und Marl-Sinsen sowie verschiedene Pflegestellen.
Graf Adalbert ging um 1820 nach Düsselthal und um 1848 nach Kraschnitz, Schlesien, wo er karitative Anstalten gründete und leitete. Adalbert gründete 1822 in Düsseltal die Rettungsanstalt Düsseltal für Waisenkinder. In der dort entstandenen Graf Recke Stiftung arbeiten heute 1500 Menschen.
Ende des 19. Jahrhunderts wurde das Gut an Schulte-Vieting verkauft.
1893 erfolgte die Übernahme durch die Innere Mission – Diakonisches Werk Bochum. Das Rettungshaus wurde durch die Familie Von der Recke-Volmerstein im Jahr 1918 errichtet.

## Beschreibung
Im Urkataster ist das Haupthaus aus dem 18. Jahrhundert ohne umgebende Insel in einem unregelmäßig geformten Hausteich eingezeichnet. Eine Brücke führt zur westlich gelegenen Vorburg, die früher ebenfalls mit einer Gräfte umgeben gewesen sein muss. Der westliche Gräftenarm war zu diesem Zeitpunkt schon trocken, hier führte eine Brücke zur anderen Seite. Zwei andere Bauten lagen auf der Nord- und Südseite der Insel, von deren nordöstlichen Schmalseiten führte jeweils ein Gräftenarm zum Hausteich. Das Haupthaus bestand aus einem ca. 32 × 12 m großen Bruchsteinbau, dessen Kernbau zu einem unbekannten Zeitpunkt um zwei Fensterachsen nach Süden erweitert worden war. Am Nordwesteck war ein quadratischer Turm von ca. 10 m Seitenlänge angefügt.
Alle Gebäude wurden beim Bau des Ruhrschnellwegs (A40) nach dem Zweiten Weltkrieg abgerissen.

## Eiskeller
In einem Wirtschaftshaus neben dem Herrenhaus befindet sich in sechs Metern Tiefe ein Eiskeller mit den Abmessungen: Länge 39,70 m, Breite 6,50 m, Höhe 3,50 m. Das Tonnengewölbe wurde um 1750 gebaut, mit Bruchstein von innen ausgemauert und diente dem Gut als Lagerhaus für Lebensmittel. Zur Eisgewinnung wurde der nahe Marbach aufgestaut.

## Persönlichkeiten
- Philipp Heinrich Christian Graf von der Recke von Volmerstein (1817 von König Friedrich Wilhelm III. von Preußen in den Grafenstand erhoben) und Luise Freiin von der Recke
- Adalbert von der Recke-Volmerstein (1791–1878), einer der Gründungsväter der Diakonie
- Gotthard von der Recke von Volmerstein (1785–1857), Landrat des Kreises Bochum von 1832 bis 1852
- Thomas Eiskirch, Oberbürgermeister von Bochum, war im Kinderheim Overdycker Str. 1990–1991 Zivildienstleistender